# Openbare Vlaamse Afvalstoffenmaatschappij
De Openbare Vlaamse Afvalstoffenmaatschappij of kortweg OVAM is een Vlaams agentschap dat verantwoordelijk is voor het afvalbeleid en de bodemsanering. Het agentschap opereert binnen het beleidsdomein Omgeving van de Vlaamse overheid en is gevestigd te Mechelen in het Rik Woutersgebouw.
De OVAM werd opgericht als gevolg van het zogenaamde afvalstoffendecreet van de Vlaamse Raad van 2 juli 1981 dat de voorkoming en het beheer van afvalstoffen regelde. Ook het saneren van verontreinigde bodems was hierin opgenomen. De Openbare Afvalstoffenmaatschappij voor het Vlaams Gewest, zoals de oorspronkelijke naam luidde, werd opgericht als Vlaamse openbare instelling (VOI) op initiatief van minister Galle om de afvalophaling, -sortering en recyclage te coördineren. In zijn beleid werden de volgende doelstellingen geformuleerd:
- het ontstaan van afvalstoffen voorkomen
- het terugwinnen van afvalstoffen bevorderen
- het verwijderen van ontstane afvalstoffen organiseren.

Op 1 oktober 1981 werd de maatschappij operationeel en werd begonnen met de gescheiden ophaling van huisvuil, de uitbouw van containerparken, de terugnameplicht bij aankoop van elektrische toestellen en tal van andere initiatieven. Zo werd op initiatief van de OVAM in 1985 INDAVER opgericht om de afvalverwerking te exploiteren.
Sinds op 1 februari 1995 het bodemsaneringsdecreet van kracht werd, houdt de OVAM zich ook  bezig met de problematiek van de bodemverontreiniging. Hier zorgt de maatschappij voor het afleveren van bodemattesten en het monitoren van bodemonderzoeken. Bij verontreinigde bodems worden de bodemsaneringsprojecten en -werken beoordeeld en gemonitord. Wanneer niet voldaan wordt aan de eisen van de OVAM kan ze optreden om erger te voorkomen. Tevens neemt de maatschappij actief deel aan het beleid inzake bodemsaneringen en de ontwikkeling van brownfields.
Bij de hervormingen in het kader van Beter Bestuurlijk Beleid werd, door het decreet van 7 mei 2004, de OVAM op 1 april 2006 een intern verzelfstandigd agentschap met rechtspersoonlijkheid en werd de naam gewijzigd in Openbare Vlaamse Afvalstoffenmaatschappij (OVAM).
Toen kreeg de OVAM er ook een bevoegdheid bij: het materialenbeleid. De materiaalketen wordt als één geheel beschouwd. Doelstelling is hier om de milieudruk als gevolg van materialenverbruik en -gebruik te verlagen.
De equivalenten van OVAM in de andere twee gewesten van België zijn Leefmilieu Brussel en het Office Wallon des déchets. In Wallonië is er tevens Copidec, een organisatie die de Waalse afvalintercommunales vertegenwoordigt.